# Susanne Lepsius (Rechtshistorikerin)
Susanne Lepsius (* 1969 als Susanne Degenring in Mannheim) ist eine deutsche Rechtshistorikerin.
Susanne Lepsius studierte ab 1988 Geschichte und Rechtswissenschaften an der Ruprecht-Karls-Universität Heidelberg. Sie absolvierte das Legal History Program der University of Chicago und schloss dort 1993 ihr Geschichtsstudium ab. In Heidelberg und München legte sie 1996 bzw. 2001 ihre beiden juristischen Staatsexamina ab. Im Jahr 2000 wurde sie promoviert. Sie habilitierte sich 2006 an der Johann Wolfgang Goethe-Universität Frankfurt am Main in deutscher und europäischer Rechtsgeschichte, Bürgerlichem Recht und Kirchlicher Rechtsgeschichte. Im Jahr 2009 nahm sie den Ruf an den Lehrstuhl für Gelehrtes Recht, Deutsche und europäische Rechtsgeschichte und Bürgerliches Recht an der Ludwig-Maximilians-Universität München an. Von 2016 bis 2019 war sie Studiendekanin der Juristischen Fakultät. Im Jahr 2022 verbrachte sie zwei Semester als Fellow am Käte-Hamburger-Kolleg „Recht als Kultur“.
Sie ist Mitglied der Vereinigung für Verfassungsgeschichte. Für ihre Dissertation wurde sie 2001 mit dem Walter-Kolb-Gedächtnispreis der Stadt Frankfurt ausgezeichnet. 2007 erhielt sie den Heisenberg-Preis und ein Stipendium der DFG. Sie wurde 2022 für ihre Leistungen auf den Forschungsgebieten der Brüder Jacob und Wilhelm Grimm mit dem Brüder-Grimm-Preis der Philipps-Universität Marburg geehrt. Im Jahr 2023 wurde sie zum ordentlichen Mitglied der Bayerischen Akademie der Wissenschaften gewählt.
Ihre Forschungsschwerpunkte sind die Grundlagen des bürgerlichen Rechts vor allem Rechts- und Verfassungsgeschichte der italienischen Kommunen im Mittelalter, ius commune und gelehrtes Recht, Textüberlieferung und Editionsfragen juristischer Texte, mittelalterliches Handels- und Gesellschaftsrecht, Geschichte des Prozessrechts, Wissenschaftsgeschichte der Rechtsgeschichte, Naturrecht und deren Argumente im juristischen Diskurs. In der Erforschung des Werks des Bartolus de Saxoferrato liegt ein Schwerpunkt ihrer wissenschaftlichen Tätigkeit. Zum Tractatus testimoniorum des Bartolus legte sie eine textkritische Edition vor.
Lepsius ist mit dem Rechtswissenschaftler Oliver Lepsius verheiratet und lebt in Münster und München.

## Schriften (Auswahl)
Monographien
- Der Richter und die Zeugen. Eine Untersuchung anhand des Tractatus testimoniorum des Bartolus von Sassoferrato (= Studien zur europäischen Rechtsgeschichte. Bd. 158). Klostermann, Frankfurt am Main 2003, ISBN 3-465-03240-3.
- Von Zweifeln zur Überzeugung. Der Zeugenbeweis im gelehrten Recht ausgehend von der Abhandlung des Bartolus von Sassoferrato (= Studien zur europäischen Rechtsgeschichte. Bd. 160). Klostermann, Frankfurt am Main 2003, ISBN 3-465-03265-9.

Herausgeberschaften
- Juristische Glossierungstechniken als Mittel rechtswissenschaftlicher Rationalisierungen. Erfahrungen aus dem europäischen Mittelalter – vor und neben den großen 'Glossae ordinariae'. Erich Schmidt, Berlin 2022, ISBN 978-3-503-20934-7.
- Mit Friedrich Vollhardt, Oliver Bach: Von der Allegorie zur Empirie. Natur im Rechtsdenken des Spätmittelalters und der Frühen Neuzeit (= Abhandlungen zur rechtswissenschaftlichen Grundlagenforschung. Münchener Universitätsschriften. Juristische Fakultät. Bd. 100). Erich Schmidt, Berlin 2018, ISBN 978-3-503-17691-5.
- Mit Susanne Reichlin: Fides/triuwe – Das Mittelalter. Perspektiven mediävistischer Forschung 20 (2015), Heft 2, De Gruyter, Berlin.
- Mit Reiner Schulze, Bernd Kannowski: Recht – Geschichte – Geschichtsschreibung. Rechts- und Verfassungsgeschichte im deutsch-italienischen Diskurs (= Abhandlungen zur rechtswissenschaftlichen Grundlagenforschung. Bd. 95). Erich Schmidt, Berlin 2014, ISBN 978-3-503-13798-5.
- Mit Thomas Wetzstein: Als die Welt in die Akten kam. Prozeßschriftgut im europäischen Mittelalter (= Rechtsprechung. Materialien und Studien. Veröffentlichungen des Max-Planck-Instituts für Europäische Rechtsgeschichte Frankfurt am Main. Bd. 27). Klostermann, Frankfurt am Main 2008, ISBN 978-3-465-04028-6.